# Chlamydacanthus rupestris
Chlamydacanthus rupestris là một loài thực vật có hoa trong họ Ô rô. Loài này được (Nees) Govaerts mô tả khoa học đầu tiên năm 1999.